# إرفينغ سيزر
إرفينغ سيزر (بالإنجليزية: Irving Caesar) هو كاتب أغاني وكاتب مسرحي وملحن وشاعر أمريكي، ولد في 4 يوليو 1895 في نيويورك في الولايات المتحدة، وتوفي بنفس المكان في 18 ديسمبر 1996.

## وصلات خارجية
- الموقع الرسمي
- إرفينغ سيزر على موقع IMDb (الإنجليزية)
- إرفينغ سيزر على موقع الموسوعة البريطانية (الإنجليزية)
- إرفينغ سيزر على موقع ألو سيني (الفرنسية)
- إرفينغ سيزر على موقع ميوزك برينز (الإنجليزية)
- إرفينغ سيزر على موقع أول موفي (الإنجليزية)
- إرفينغ سيزر على موقع قاعدة بيانات برودواي على الإنترنت (الإنجليزية)
- إرفينغ سيزر على موقع قاعدة بيانات برودواي على الإنترنت (الإنجليزية)
- إرفينغ سيزر على موقع قاعدة بيانات الأفلام السويدية (السويدية)
- إرفينغ سيزر على موقع إن إن دي بي (الإنجليزية)
- إرفينغ سيزر على موقع أول ميوزيك (الإنجليزية)